# Medaille van de Openbare Weermacht
De Medaille van de Openbare Weermacht (Frans: "Médaille de la Force Publique") is een onderscheiding van de Republiek Kameroen.
Deze medaille wordt bij gelegenheid van dienstjubilea en ook voor trouwe dienst verleend aan militairen en politieagenten.
Volgens het reglement mogen alleen die medewerkers die de vereiste kwalificaties bezitten en bijzonder verdienstelijk zijn worden voorgedragen. De decorandus moet minstens 10 jaar militaire dienst of dienst bij de politie hebben vervuld en hij of zij mag in die tijd niet disciplinair zijn bestraft. De medaille kan ook aan dienstverlaters worden toegekend voor tien bijzonder verdienstelijk dienstjaren. Ondanks deze beperkingen wordt ieder jaar 3 % van het betrokken personeel met deze medaille onderscheiden.
De Medaille van de Openbare Weermacht wordt na de Medaille voor Moed op de linkerborst gedragen.